# ارمنایا
ارمنایا (به عربی: أرمنایا) یک روستا در سوریه است که در ناحیه حیش واقع شده‌است. ارمنایا ۹۰۴ نفر جمعیت دارد.